# Dobrinichte

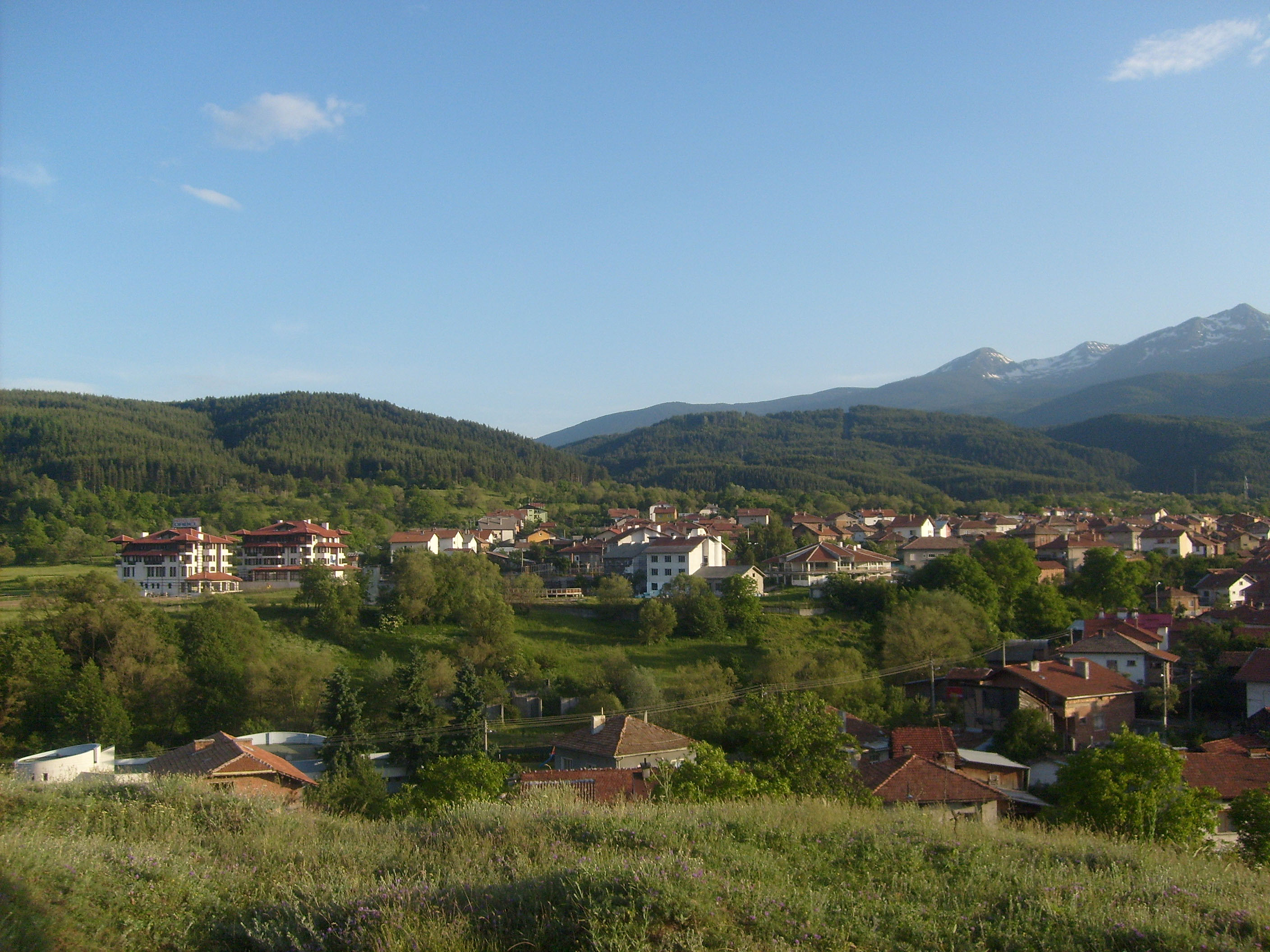
Dobrinichte en 2007.

Dobrinichte (en bulgare Добринище, translittération internationale Dobrinište) est une ville située au pied du massif du Pirin, dans le sud-ouest de la Bulgarie.
C'est une des stations thermales les plus réputées du pays, pour son eau minérale chaude. Elle vit également du tourisme de montagne, en raison de sa proximité avec Bansko.